# 張孝騫
張孝騫（1897年12月28日—1987年8月8日），字慎齋，男，湖南善化人，中国內科醫學家及醫學教育家。

## 生平

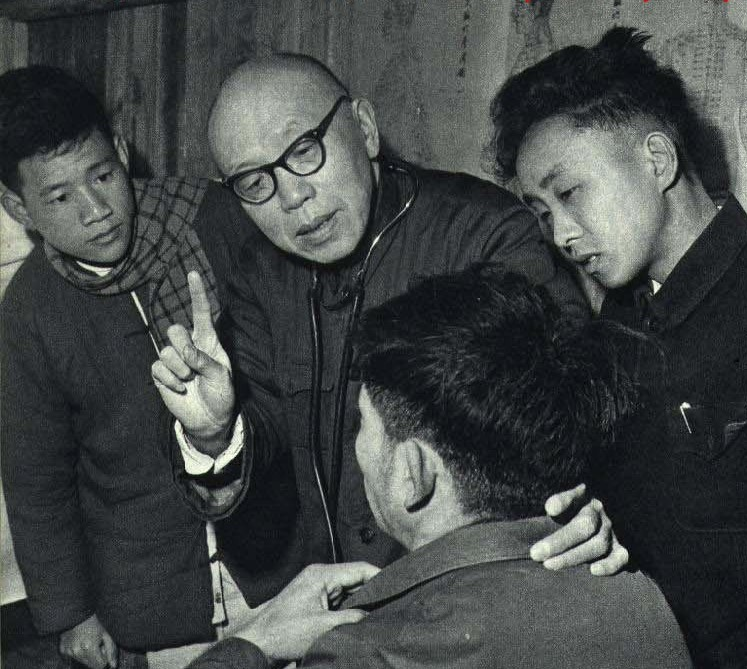
1965年张孝骞负责的流动医疗队

张孝骞是湖南省善化縣南門外馬廠巷人。幼年在私塾學習《四書》、《五經》及古文，1914年以第1名畢業於長沙長郡中學，並以第1名的成績被錄取進入湘雅醫學院。1921年復以第1名畢業，並獲得金牌及美國康涅狄格州政府授予的醫學博士學位。畢業後留校專攻內科，於1924年1月到北京協和醫學院（今中國協和醫科大學）深造1年，隨後正式留任於該校，陸續擔任住院醫師、總住院醫師。1926年9月被選送到美國約翰·霍普金斯大學進行研究，1927年7月回國續任，1930年在協和醫學院組建消化專業組，1932年晉升為副教授。1933年12月再次赴美國史丹福大學研究，1934年7月回國後，擔任協和內科消化專業組主管。1937年蘆溝橋事變後，他放棄協和醫學院的研究工作，回長沙接任湘雅醫學院院長職務。1938年夏季，戰火逼近長沙，他不顧美國雅禮會的反對，遷校到貴陽，再於1944年遷到重慶。抗戰勝利後，於1946年8月遷校回湖南。隨後應美國國務院的邀請赴美國考察醫學教育和講學。1948年，當選為中央研究院第一屆院士，同年4月辭去院長職務，並於9回到北京協和醫學院，擔任內科學教授和內科主任。
中華人民共和國成立後，他續任原職。1962年9月被任命為協和醫學院副校長。
1966年開始的文化大革命期間，他被打成「反動學術權威」、「特務」，備受侮辱和折磨。紅衛兵要他承認他是反動學術權威和美國特務，從此，幾乎每天夜晚都聽到牛棚裡傳出皮鞭抽打聲和張孝騫跪在地上的慘叫聲。有一次，沒頭沒腦地鞭打，竟打碎了他的一片眼鏡，他的額頭被打得血跡斑斑。第二天一早，高度近視的張孝騫照例和醫院所有的「牛鬼蛇神」們一道，被造反派們押著去醫院食堂打飯，只見他一手扶著已沒有了一隻鏡片的高度近視鏡，離開「牛鬼蛇神」大隊直向大街走去。他邊走邊斷斷續續地自言自語:「我到法院去……如果我有罪……讓法院殺頭槍斃都行……」。1972年，國務院總理周恩來親自過問，安排其搬入紅霞公寓。
1978年以後擔任中國醫學科學院副院長。1987年8月8日因肺癌病逝於北京協和醫院，享年90歲。
張孝騫畢生致力於臨床醫學、醫學科學研究和醫學教育工作，對人體血容量、胃分泌功能、消化系潰瘍、腹腔結核、阿米巴痢疾和潰瘍性結腸炎等有較深入的研究，被喻為內科專家、醫學教育家、中國消化病學的奠基人。。1948年獲選為第一屆中央研究院院士，1955年被推選為中國科學院生物學部委員（院士）。